# Megan Marie Hart
Megan Marie Hart (/ˈmɛɡɪn məˈɹiː ˈhɑɹt/; Santa Monica, 1983) è un soprano e cantante lirica statunitense di timbro lirico-spinto che si esibisce in opere e concerti in Europa e America.

## Biografia
Megan Marie Hart è nata a Santa Monica, California ed è cresciuta a Eugene, Oregon, dove i suoi genitori, l'ingegnere metallurgico Dale Hart e l'insegnante Claudia Carol Hart (nata Chambers) avevano acquistato una fattoria nei primi anni 1990. I genitori di Hart erano musicali, la madre Claudia cantava, il padre Dale suonava chitarra classica, il banjo, il mandolino e l'armonica. La famiglia aveva un pianoforte a coda in cui Hart mostrava interesse per la prima infanzia. All'età di 9 anni ha iniziato le lezioni di pianoforte su sua richiesta. Più tardi ha suonato il violino per cinque anni prima di passare al canto corale. Hart ha avuto le sue prime lezioni di canto all'età di 17 anni. La sua partecipazione al programma giovanile dell'Oregon Bach Festival sotto la direzione da Helmuth Rilling le ha fatto decidere di fare del canto la sua professione. Ha poi studiato dal 2001 con il tenore, insegnante di canto e musicologo Richard Miller all'Conservatorio di musica di Oberlin di Oberlin (Ohio). Nell'estate del 2003, Hart ha preso parte all'accademia estiva al Mozarteum di Salisburgo sotto la guida di Miller. Sempre nell'estate 2003 e nell'estate 2004, Hart ha frequentato l'Elysium accademia estiva di Bernried. Nel 2005 ha conseguito il Bachelor of Music a Oberlin e ha avuto il suo primo incontro con Marilyn Horne, alla cui master class ha preso parte. Già nell'anno seguente ricevette il titolo di Master of Music. Nel 2006, Hart ha frequentato la Manhattan School of Music di New York, dove ha studiato con il mezzosoprano Mignon Dunn. Nello stesso anno, Hart incontrò di nuovo la sua futura insegnante Marilyn Horne. Nel 2007, Hart si è laureato al Manhattan School of Music con il Professional Studies Certificate.
Dal 2007 al 2010, Hart è stato nel programma per giovani artisti della Seattle Opera, guidato da Jane Eaglen. Nell'estate del 2010, Hart ha studiato di nuovo con Marilyn Horne alla Music Academy of the West, dove ha vinto il Marilyn Horne Song Competition con il pianista Sun Ha Yoon. Marilyn Horne è stata l'insegnante di Hart da allora.
Hart è un ebreo laico ed è impegnato nella musica e nella cultura ebraica. Durante la sua permanenza al Opera Studio di Seattle Opera, ha fatto parte del Music of Remembrance Ensemble, con il quale ha cantato musica dell'Olocausto. Nel giugno 2020 è stata coinvolta nella posa di cinque pietre d'inciampo per la famiglia Herzberg di Detmold. L'apertura ufficiale della serie di eventi di Darmstadt 100 Tage 1700 Jahre nell'anno festivo 1700 anni di vita ebraica in Germania ha avuto luogo come parte del recital di Hart con opere di compositori ebrei sotto il titolo Famous Musicians of Jewish Origin. È stata accompagnata al pianoforte da Maestro suggeritore Giacomo Marignani.

### Opera
Il repertorio operistico di Hart comprende ruoli barocchi come Alcina e l'Almirena di Rinaldo di Händel, ruoli femminili principali in opere di Mozart come la Contessa di Almaviva in Le nozze di Figaro, Donna Anna nel Don Giovanni e Fiordiligi in Così fan tutte. Ha anche incarnato ruoli moderni come Lady Billows in Albert Herring di Britten, la donna in La voix humaine di Poulenc, e Blanche in I dialoghi delle Carmelitane. È apparsa in ruoli lirico-spinto come Aida di Verdi, Luisa Miller e Gilda in Rigoletto, Tosca e Mimì di Puccini ne La bohème e Crisotemide in Elettra di Richard Strauss.
Nel 2006 Hart ha viaggiato in Italia con il programma estivo del Conservatorio di Oberlin, dove ha fatto il suo debutto nel ruolo di Amina in La Sonnambula di Bellini.
Nel 2010, una produzione di Alcina dell'ensemble di musica antica Bourbon Baroque, con Megan Marie Hart nel ruolo del protagonista, è stata messa in scena per una registrazione televisiva che da allora è stata trasmessa ripetutamente.
Nella stagione 2014/15 Hart è entrato a far parte dell'ensemble del Landestheater Detmold. Lì è apparsa di nuovo in una produzione tutta al femminile nel ruolo della donna in La voix humaine, messa in scena da Karin Kotzbauer, sotto la direzione musicale di Sachie Mallet, in scene e costumi di Tatiana Tarwitz e con la drammaturgia Elisabeth Wirtz.
Nel 2018, Hart si è esibito per la prima volta come Tosca. La produzione è stata ben accolta sia dalla critica che dal pubblico. La produzione ha ricevuto due premi Detmolder Theaterring (anello del teatro), miglior produzione per il regista Ernö Weil e miglior cantante per Hart nel ruolo di Floria Tosca.
Ha ricevuto il suo secondo Theaterring per il 2019 premio teatrale Detmold, che è stato concepito esclusivamente come un premio del pubblico senza una giuria di preselezione. Un altro Theaterring è andato a Caroline Lusken dell'ensemble di balletto, che ha ballato al fianco di Hart in Luisa Miller nel ruolo del personaggio La Morte creato dal regista Christian von Götz. Sempre nel 2019, Hart ha fatto il suo debutto come Aida.

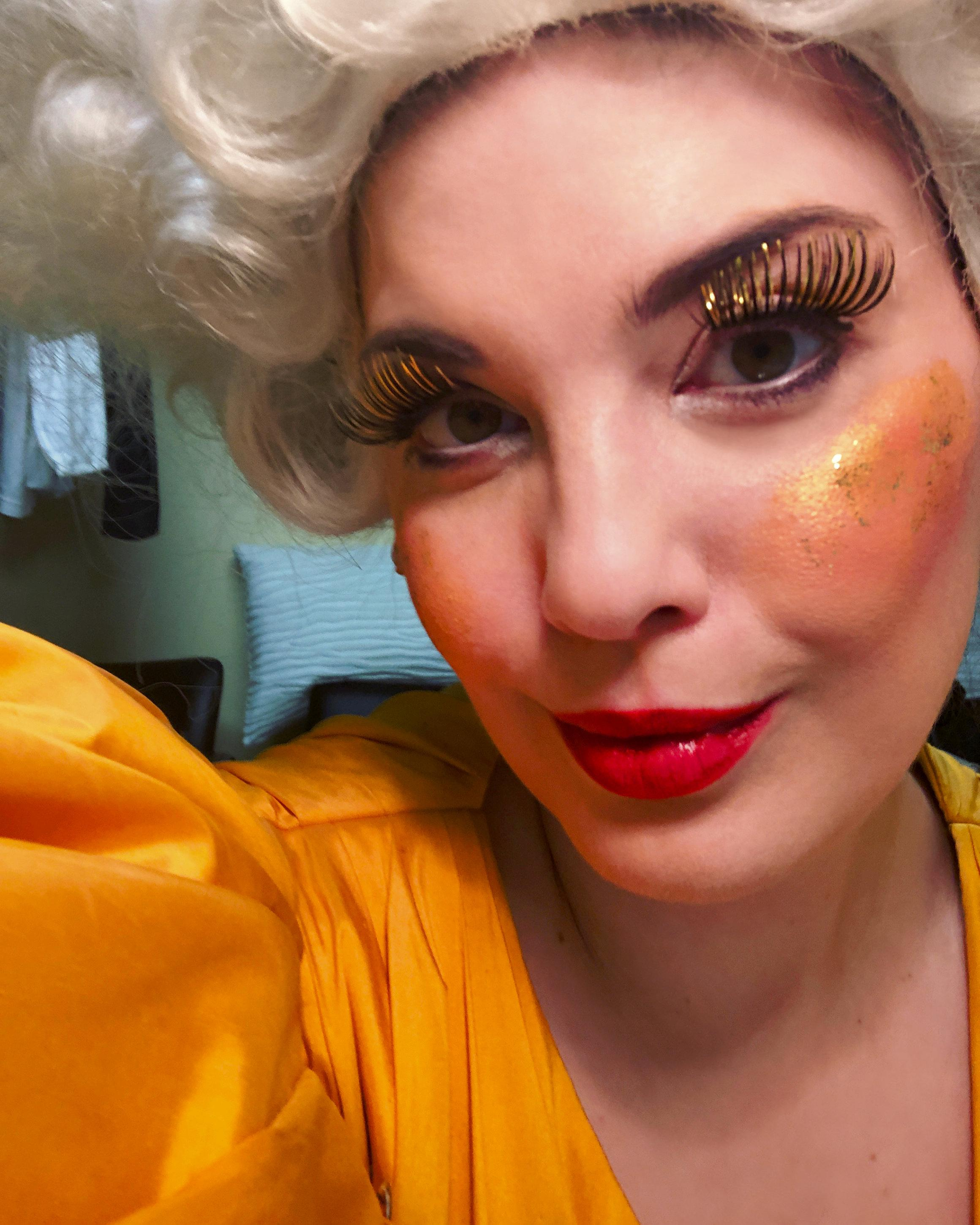
La Vanitosa

Alla fine della stagione 2019/20, Hart ha lasciato il Landestheater Detmold e si è unito all'ensemble dello Staatstheater Darmstadt.
È tornata al Landestheater Detmold come ospite nella stagione 2022/23, debuttando come Cio-Cio-San nella Madama Butterfly di Puccini nella produzione di Zoran Todorovich, per il quale si trattava del debutto alla regia, sotto la direzione musicale di Per-Otto Johansson, per il quale l'opera rappresentava il debutto come direttore musicale generale a Landestheater Detmold. Nella stessa stagione ha debuttato come Liù nella Turandot di Puccini allo Staatstheater Darmstadt.
Nella stagione 2024/25, Hart ha debuttato al Nationaltheater Mannheim nel ruolo di Donna Anna nel teatro dello Castello di Schwetzingen. A Darmstadt cantò la Madre, la Rosa e la Vanitosa nella prima mondiale della traduzione tedesca de Il piccolo principe di Pierangelo Valtinoni.

### Concerto

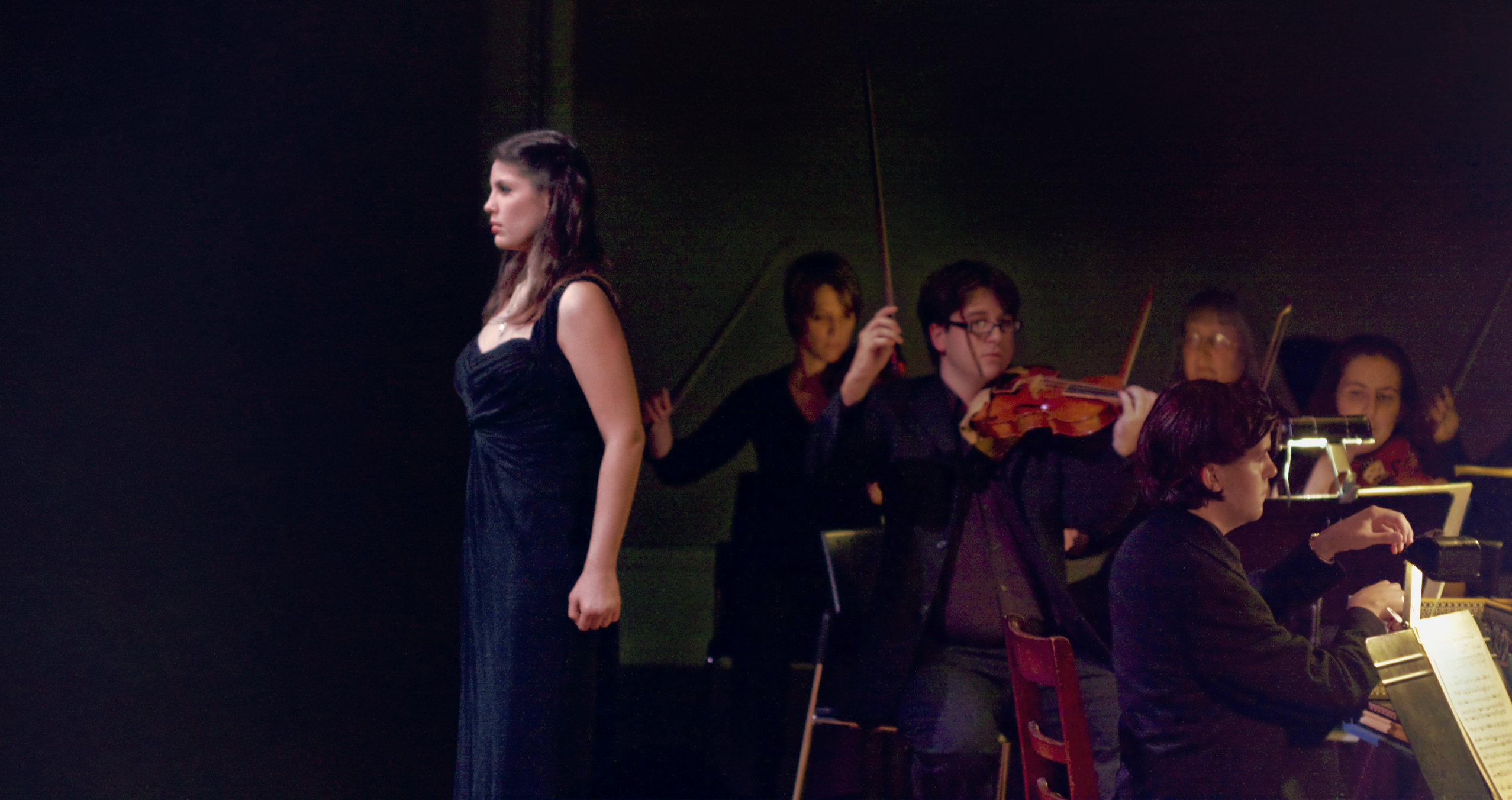
In concerto con Bourbon Baroque

I primi concerti di Hart in Europa hanno avuto luogo a Salisburgo nel 2003 e a Bernried nel 2004. Nel 2008, Hart ha eseguito arie di Händel con l'ensemble di musica antica Bourbon Baroque. Una registrazione di Lascia ch'io pianga mostra Hart con la ballerina e regista Caroline Copeland. Nello stesso anno professionale debutta in televisione come solista nella Nona Sinfonia di Beethoven con la Orchestra Sinfonica di Seattle diretta da Gerard Schwarz in un concerto per il Dalai Lama e Desmond Tutù. Con la stessa orchestra, sotto la direzione di Marvin Hamlisch, ha cantato la prima della canzone di Hamlisch Chanukah Lights, scritta per l'occasione, nel concerto di Natale Holiday Pops.
Nel 2009, ha cantato in yiddish con Music of Remembrance canzoni d'arte del compositore Lazar Weiner, sopravvissuto all'Olocausto. Con lo stesso ensemble ha cantato l'assolo di soprano in Dalla poesia popolare ebraica (op.79) di Shostakovich nel 2010. Nello stesso anno ha eseguito brani da Prima Donna in un concerto con l'Oregon Symphony Orchestra e Rufus Wainwright sotto Carlos Kalmar.
Nel gennaio 2012, Hart ha fatto il suo debutto alla Carnegie Hall cantando canzoni d'arte di Franz Liszt, in un recital con il pianista Sun Ha Yoon. Già nel marzo dello stesso anno vi tornò per cantare nel concerto dei vincitori del concorso della società Liederkranz of the City of New York, in cui aveva conquistato il primo posto nella categoria Lied. Nell'estate del 2012, Hart ha cantato in concerti con la direttrice Eve Queler, con la quale aveva precedentemente lavorato a Oberlin in una produzione de Le nozze di Figaro.
Nel 2013 e nel 2015 Hart ha cantato arie in concerti con orchestre in Germania, l'Instrumentalverein Darmstadt sotto Bart Berzonsky e la Philharmonie Südwestfalen sotto la direzione di Markus Huber. Nel 2016 ha cantato l'assolo di soprano nell'oratorio di Mendelssohn Elia. Nell'autunno del 2017, Hart ha cantato con il mezzosoprano Janina Hollich sotto la direzione di Lutz Rademacher nella Seconda sinfonia (Auferstehung) di Gustav Mahler. L'opera monumentale è stata eseguita per la prima volta nella regione di Ostwestfalen-Lippe su iniziativa di Rademacher.
Alla fine del suo periodo nell'ensemble del Landestheater Detmold, Hart si congedò dal suo pubblico di Detmold con l'aria da concerto di Misera, dove son! (KV 369) sotto la direzione di Rademacher. Ha salutato il pubblico di Darmstadt in una scena da La bohème insieme al tenore Peter Sonn sotto la direzione del Generalmusikdirektor Daniel Cohen. Con i membri della Staatsorchester Darmstadt, Hart ha registrato l'aria Laudate Dominum di Mozart nel 2021, arrangiata per violoncello e cinque contrabbassi dal contrabbassista Johannes Knirsch.

## Repertorio (parziale)
| Ruolo                | Titolo                 | Autore      |
| -------------------- | ---------------------- | ----------- |
| Elvira               | La muta di Portici     | Auber       |
| Amina                | La sonnambula          | Bellini     |
| Lady Billows         | Albert Herring         | Britten     |
| Adina                | L'elisir d'amore       | Donizetti   |
| Marguerite           | Faust                  | Gounod      |
| Juliette             | Romeo e Giulietta      | Gounod      |
| Alcina               | Alcina                 | Händel      |
| Almirena             | Rinaldo                | Händel      |
| Fiordiligi           | Così fan tutte         | Mozart      |
| Donna Anna           | Don Giovanni           | Mozart      |
| Konstanze            | Il ratto dal serraglio | Mozart      |
| Despina              | Il ratto dal serraglio | Mozart      |
| Arminda              | La finta giardiniera   | Mozart      |
| Contessa di Almaviva | Le nozze di Figaro     | Mozart      |
| Elle                 | La voce umana          | Poulenc     |
| Mimì                 | La bohème              | Puccini     |
| Cio-Cio-San          | Madama Butterfly       | Puccini     |
| Floria Tosca         | Tosca                  | Puccini     |
| Liù                  | Turandot               | Puccini     |
| Rosalinde            | Il pipistrello         | Strauss, J. |
| Zerbinetta           | Ariadne auf Naxos      | Strauss, R. |
| Crisotemide          | Elettra                | Strauss, R. |
| La Madre             | Il piccolo principe    | Valtinoni   |
| La Vanitosa          | Il piccolo principe    | Valtinoni   |
| La Rosa              | Il piccolo principe    | Valtinoni   |
| Aida                 | Aida                   | Verdi       |
| Luisa                | Luisa Miller           | Verdi       |
| Desdemona            | Otello                 | Verdi       |
| Gilda                | Rigoletto              | Verdi       |
| Elsa von Brabant     | Lohengrin              | Wagner      |
| Wellgunde            | L'oro del Reno         | Wagner      |

## Discografia
- 1999: Turn the world around, (in coro) Oregon Bach Festival Youth Choral Academy; conduttori: Anton Armstrong, Helmuth Rilling[64]

## Filmografia
- 2010: Alcina, regia di Caroline Copeland[30]

## Premi e onorificenze
- 2010: Marilyn Horne Song Competition, vincitore del Gran Premio
- 2012: Concorso Liederkranz of the City of New York, Primo Posto, Categoria Canzoni d'Arte
- 2018: Theaterring Detmold, miglior cantante
- 2019: Theaterring Detmold, premio del pubblico teatro musicale membro dell'ensemble più popolare